# Gulbukig satängfågel
Gulbukig satängfågel (Loboparadisea sericea) är en fågel i familjen satängfåglar inom ordningen tättingar.

## Utseende och läte
Hane hos gulbukig satängfågel har mörkt huvud, rostrött på rygg, vingar och stjärt och gult på övergump och undersida upp till strupen. Ovan näbben syns en grönaktig hudflik som sträcker sig till näbbroten. Honan liknar hanen men är mer färglös, har viss streckning på bröstet och saknar hudfliken vid näbben. Ungfågeln är ljusbrun under och streckad, påminnande om orangetofsad lövsalsfågel, men delar inte riktigt utbredningsområde och är tydligt mindre. Lätet består av en serie hårda och raspiga toner.

## Utbredning och systematik
Gulbukig satängfågel placeras som enda art i släktet Loboparadisea. Den delas in i två underarter:
- L. p. sericea – förekommer på centrala Nya Guinea, i bergen Weyland, Victor Emanuel
- L. p. aurora – förekommer på Västpapua i Herzogbergen

### Familjetillhörighet
Satängfåglar behandlades traditionellt som en del av familjen paradisfåglar. Genetiska studier har dock visat att de är avlägset släkt och utgör en helt egen utvecklingslinje. Det är oklart exakt vilka deras närmaste släktingar är, där studierna gett olika resultat, antingen basalt i Corvoidea,, som systergrupp till vårtkråkor och hihier eller basalt i Passerida nära en grupp som bland annat består av sydhakar och kråktrastar.

## Levnadssätt
Gulbukig satängfågel är en sällsynt fågel som förekommer i bergsskogar på medelhög höjd. Där ses den i trädkronorna.

## Status
Arten har ett stort utbredningsområde och beståndet anses vara stabilt. Internationella naturvårdsunionen IUCN listar den därför som livskraftig (LC).